# Aznar II
Aznar Galíndez (Aznar anche in spagnolo,  in aragonese, in galiziano e in portoghese, Asnar in catalano; verso la metà del IX secolo – 893) , fu conte d'Aragona dall'867 all'893.

## Origine
Aznar, secondo il codice di Roda, era figlio del conte d'Aragona, Urgell, Cerdagna, Pallars (attualmente divisa nelle due comarche di Pallars Jussà e Pallars Sobirà) e Ribagorza, Galindo II Aznarez, e della moglie di cui non si conosce il nome, che secondo alcuni era Guldreguda, di cui non si conoscono gli ascendenti.

Galindo II Aznarez, sempre secondo il codice di Roda, era figlio del conte d'Aragona, Urgell e Cerdagna, Aznar I Galíndez, e di Eneca Garcés, figlia di Garcia Eneco, probabilmente di famiglia guascona o basca.

## Biografia

La marca di Spagna nella seconda metà del IX secolo; la contea d'Aragona pur essendo indipendente è sotto l'influenza dei Banu Qasi.

Secondo il codice di Roda, Aznar aveva sposato Oneca di Pamplona, figlia di García I Íñiguez, re di Pamplona e della sua prima moglie, Urraca Jimenez, che secondo alcune fonti, tra cui lo storico Jaime de Salazar y Acha, era la figlia di Musà ibn Musà ibn Fortún, il capofamiglia dei Banu Qasi. Ma secondo altre fonti era di stirpe reale: Rodrigo Ximénez de Rada, vescovo di Toledo e storico, scrisse che García sposò "Urracam, de Regio semine".
Lo storico genealogista basco, Jean de Jaurgain (1842–1920), nel suo la Vasconie interpretò la frase (Urracam, de Regio semine), nel senso che anche Urraca discendeva dalla stirpe ducale di Guascogna ed era figlia di Sancho II.
Alla morte del padre, nell'867, gli subentrò nel titolo di conte di Aragona.

Aznar II continuò nella politica paterna di rafforzare i legami con la potente famiglia dei Banu Qasi, che controllava il nord-est della penisola iberica (La figlia, Sancha Aznárez, sposò Muhammad al Tawil, wali di Huesca) e con il regno di Pamplona; dopo la sua morte, il figlio primogenito, il nuovo conte d'Aragona, Galindo III Aznarez, si sposò, in seconde nozze, con Sancha Garcés di Pamplona, figlia del co-regnante e co-reggente di Navarra Garcia II di Navarra.
Morì, nell'893, lasciando il titolo di conte di Aragona al figlio Galindo III Aznárez.

## Discendenza
Aznar da Oneca ebbe tre o quattro figli:
- Galindo Aznárez  (?-922), conte d'Aragona (893 – 922)[8];
- Garcia Aznárez d'Aragona[5]
- Sancha Aznárez d'Aragona, che sposò Muhammad al Tawil, wali di Huesca[10];
- Urraca, che fu la prima moglie di Sancho I Garcés di Navarra[3].

## Ascendenza
|                      |   |              | Genitori |  |  | Nonni           |  |  | Bisnonni               |  |
|                      |   |              |          |  |  | Jimeno I Garcés |  |  | Íñigo I Íñiguez Arista |  |
|                      |   |              |          |  |  | Jimeno I Garcés |  |  | Íñigo I Íñiguez Arista |  |
|                      |   | …            |          |  |  | Jimeno I Garcés |  |  |                        |  |
| Galindo II d'Aragona |   |              |          |  |  | Jimeno I Garcés |  |  |                        |  |
|                      |   | Eneca Garcés | …        |  |  |                 |  |  |                        |  |
|                      |   | Eneca Garcés | …        |  |  |                 |  |  |                        |  |
|                      |   | Eneca Garcés | …        |  |  |                 |  |  |                        |  |
| Aznar II             |   | Eneca Garcés |          |  |  |                 |  |  |                        |  |
|                      | … | …            |          |  |  |                 |  |  |                        |  |
|                      | … | …            |          |  |  |                 |  |  |                        |  |
|                      | … | …            |          |  |  |                 |  |  |                        |  |
| Guldreguda           | … |              |          |  |  |                 |  |  |                        |  |
|                      |   | …            | …        |  |  |                 |  |  |                        |  |
|                      |   | …            | …        |  |  |                 |  |  |                        |  |
|                      |   | …            | …        |  |  |                 |  |  |                        |  |
|                      |   | …            |          |  |  |                 |  |  |                        |  |

### Fonti primarie
- (LA) Textos navarros del Códice de Roda (PDF) (archiviato dall'url originale il 31 gennaio 2021).
- (ES) CRONICA DE SAN JUAN DE LA PEÑA (PDF).

### Letteratura storiografica
- Rafael Altamira, Il califfato occidentale, "Storia del mondo medievale", vol. II, 1999, pp. 477–515
- (FR) La Vasconie.